# Polyara
Polyara este un gen de muște din familia Tephritidae.

Cladograma conform Catalogue of Life:
| Polyara | \| \| Polyara bambusae \| \| \| \| \| \| Polyara insolita \| \| \| \| \| \| Polyara leptotrichosa \| \| \| \| |
|         | \| \| Polyara bambusae \| \| \| \| \| \| Polyara insolita \| \| \| \| \| \| Polyara leptotrichosa \| \| \| \| |
|         | Polyara bambusae                                                                                              |
|         | |
|         | Polyara insolita                                                                                              |
|         | |
|         | Polyara leptotrichosa                                                                                         |
|         | |